# Bicellaria ingrata
Bicellaria ingrata är en tvåvingeart som beskrevs av Collin 1960. Bicellaria ingrata ingår i släktet Bicellaria och familjen puckeldansflugor. Inga underarter finns listade i Catalogue of Life.